# Kiğı (district)
Kiğı is een Turks district in de provincie Bingöl en telt 5.159 inwoners (2007). Het district heeft een oppervlakte van 367,9 km². Hoofdplaats is Kiğı.
De bevolkingsontwikkeling van het district is weergegeven in onderstaande tabel.
| 1997  | 2000  | 2007  |
| ----- | ----- | ----- |
| 6.829 | 6.780 | 5.159 |